# Carlos Morales Santos
Carlos Leonardo Morales Santos (Asunción, 4 novembre 1968) è un ex calciatore paraguaiano, di ruolo centrocampista.